# Notiocharis sarawakensis
Notiocharis sarawakensis är en tvåvingeart som beskrevs av Quate 1962. Notiocharis sarawakensis ingår i släktet Notiocharis och familjen fjärilsmyggor. Inga underarter finns listade i Catalogue of Life.